# Baby Cart : Le Sabre de la vengeance
Série Baby Cart
Baby Cart : L'Enfant massacre
(1972)
Pour plus de détails, voir Fiche technique et Distribution.
Baby Cart : Le Sabre de la vengeance (子連れ狼 子を貸し腕貸しつかまつる, Kozure Ōkami: Kowokashi udekashi tsukamatsuru) est un film japonais réalisé par Kenji Misumi, sorti en 1972. C'est le premier film de la saga Baby Cart adaptée du manga Lone Wolf and Cub.

## Synopsis
Ogami Itto est l'ancien bourreau du shogun désormais tombé en disgrâce à l'instigation du clan Yagyū et devenu rōnin. Il parcourt le pays avec son fils Daigoro, âgé de trois ans, dans une poussette.

## Fiche technique
- Titre : Baby Cart : Le Sabre de la vengeance
- Titre original : 子連れ狼 子を貸し腕貸しつかまつる (Kozure Ōkami: Kowokashi udekashi tsukamatsuru?)
- Réalisation : Kenji Misumi
- Scénario : Kazuo Koike et Goseki Kojima d'après leurs manga
- Photographie : Chishi Makiura
- Montage : Toshio Taniguchi
- Musique: Hideaki Sakurai
- Production : Shintarō Katsu et Hisaharu Matsubara
- Société de production : Tōhō et Katsu Production
- Pays de production :  Japon
- Langue originale : japonais
- Format : Couleurs - 2,35:1 - son mono
- Genre : chanbara
- Durée : 83 minutes
- Date de sortie : Japon : 15 janvier 1972[1]

## Distribution
- Tomisaburō Wakayama : Ogami Itto
- Fumio Watanabe : Sugito
- Tomoko Mayama : Osen
- Shigeru Tsuyuguchi : Matsuki Junai
- Tomoo Uchida : Goto
- Taketoshi Naitō : Bizen
- Reiko Kasahara : Azami
- Akihiro Tomikawa : Daigoro
- Tokio Oki : Yagyu Retsudo

## SagaBaby Cart
1. Baby Cart : Le Sabre de la vengeance
2. Baby Cart : L'Enfant massacre
3. Baby Cart : Dans la terre de l'ombre
4. Baby Cart : L'Âme d'un père, le cœur d'un fils
5. Baby Cart : Le Territoire des démons
6. Baby Cart : Le Paradis blanc de l'enfer